# 1123年
| 千纪： | 2千纪 |
| 世纪： | 11世纪 \| 12世纪 \| 13世纪 |
| 年代： | 1090年代 \| 1100年代 \| 1110年代 \| 1120年代 \| 1130年代 \| 1140年代 \| 1150年代                                                                                     |
| 年份： | 1118年 \| 1119年 \| 1120年 \| 1121年 \| 1122年 \| 1123年 \| 1124年 \| 1125年 \| 1126年 \| 1127年 \| 1128年                                                           |
| 纪年： | 癸卯年（兔年）；辽保大三年；北宋宣和五年；西夏元德五年；金天辅七年，天會元年；西北辽神曆元年；回離保天復元年，天嗣元年；大理嘉永二年；越南天符睿武四年；日本保安四年 |

## 大事记
- 中国
  - 正月，上京臨潢府的回離保叛離金國自立為奚國皇帝，當年為眾所殺。
  - 正月，遼國守將張覺以平州投降金完顏宗翰，被封為臨海軍節度使，平州知州。
  - 2月2日，金朝攻佔燕京，北遼滅亡。耶律大石挾持蕭德妃投奔遼天祚帝，遼天祚帝因耶律淳被立之事殺蕭德妃，但由於耶律大石的辯解，遼天祚帝赦免了其餘眾人。
  - 四月，遼天祚帝命耶律大石率遼軍進攻奉聖州，戰敗被完顏婁室俘虜，所部投降。完顏宗望強迫耶律大石作為嚮導，襲擊遼天祚帝位於青塚濼（今內蒙古自治區呼和浩特市南）的大營。
  - 五月，耶律雅里被眾人擁立為遼皇帝，建立西北遼。
  - 九月，耶律大石帶領家眷從金營逃出，率領一支軍隊投奔遼天祚帝。
  - 宋軍西軍名將劉延慶、楊可世率所部主力數萬人會同降將郭藥師，對幽州發起第二次攻勢，圍攻遼皇宮久攻不下，反而被遼國援軍合圍，主帥楊可世、郭藥師等棄城逃走，名將高世宣以下數千入城宋軍全部戰死。
  - 七月——前遼國將領、金平州留守張覺以平州降宋。
  - 9月27日——金太宗完顏晟即位為金朝第二任皇帝。
  - 十一月——張覺事败逃奔刚成为北宋燕山府的原遼燕京，金人以私納叛金降將為由问罪。北宋燕山府不得已斬了張覺。
  - 西北遼灭亡。
- 日本
  - 1月28日——鳥羽天皇禪位予崇德天皇。

## 出生
- 金世宗完顏雍，金國第五位皇帝（1161年——1189年在位）（1189年逝世，66岁）
- 程大昌

## 逝世
- 二月，蕭普賢女，北遼宣宗耶律淳的德妃。
- 八月，回離保，遼朝時的奚王。
- 9月19日——金太祖完颜阿骨打
- 十月——耶律雅里，西北辽第一代皇帝（1094年出生）
- 十一月——耶律朮烈，西北辽末代皇帝（出生不详）